# Damien Iehl
Damien Iehl est un athlète français né à Belfort en 1975 spécialisé dans le Match-Racing. Depuis 2008 il a inscrit 11 victoires sur le circuit Mondial de Match Racing, qu'il a terminé 3e en 2010. Il a également été vainqueur de 2 épreuves du World Match Racing Tour en Allemagne en 2008 et Marseille en 2011.Il sera aussi vainqueur de la Nation's Cup au Brésil en 2009.Il a par ailleurs remporté à quatre reprises le Tour de France à la voile et notamment l'édition 2017. Damien Iehl a également participé à plusieurs campagnes de la Coupe de l'America, où il a officié chez Aleph Sailing Team (2010), China Team (2007) et Le Défi Areva (en 2002 alors qu'il n'avait que 26 ans).

## Palmarès

### America's Cup
- Aleph Sailing Team 2010
- China Team Espagne 2007
- Le Défi Areva Nouvelle-Zélande 2003

### Classement Mondial de Match Racing
- Top 10 de 2007 à 2010
- 3e Mondial en 2010

### World Match Racing Tour
- Vainqueur à Marseille en 2011
- Deuxième à la Match Race Germany de 2009
- 4e à la Match Cup Sweden en 2009
- Vainqueur de la Match Race Germany en 2008

### Épreuves internationales de Match Race
- Champion du Monde des Nations Porto alegre Brésil 2009
- de la Y's Cup en 2009 (épreuves qualificative pour le Marseille International Match Race)
- Vainqueur de la Spring Cup de Göteborg en 2008
- Troisième de la Congressionnal Cup en 2007
- Vainqueur de la Cento Cup Match Race en 2006
- Champion du Monde Jeune 1997

### Tour de France à la voile
- Quadruple vainqueur, en 2003, 2004, 2011, 2017
- Deuxième en 2007
- Troisième en 2005, 2014, 2015, 2016

### Autres supports
- Champion du Monde J22 en 2012
- Champion d'Europe J22 en 2014
- Vainqueur des Voiles de Saint Tropez "Rolex Cup" sur Wally 80 "Genie of the Lamp" Tacticien depuis 2011(Propriétaire Charles de Bourbon des Deux Sicile)